# Breeders' Cup Classic
Breeders' Cup Classic, är ett galopplöp i löpserien Breeders' Cup, som drivs av Breeders' Cup Limited, ett företag som bildades 1982. Det är ett Grupp 1-löp, det vill säga ett löp av högsta internationella klass. Första upplagan av Breeders' Cup Classic reds 1984, och rids över en distans på 1 1⁄4 miles, 2 012 meter. Den samlade prissumman i löpet är 6 miljoner dollar.

## Segrare
| År   | Häst               | Ålder | Jockey              | Tränare               | Tid     |
| ---- | ------------------ | ----- | ------------------- | --------------------- | ------- |
| 2024 | Sierra Leone       | 3     | Flavien Prat        | Chad C. Brown         | 2:00.78 |
| 2023 | White Abarrio      | 4     | Irad Ortiz Jr.      | Richard E. Dutrow Jr. | 2:02.87 |
| 2022 | Flightline         | 4     | Flavien Prat        | John W. Sadler        | 2:00.05 |
| 2021 | Knicks Go          | 5     | Joel Rosario        | Brad H. Cox           | 1:59.57 |
| 2020 | Authentic          | 3     | John R. Velazquez   | Bob Baffert           | 1:59.60 |
| 2019 | Vino Rosso         | 4     | Irad Ortiz Jr.      | Todd Pletcher         | 2:02.80 |
| 2018 | Accelerate         | 5     | Joel Rosario        | John W. Sadler        | 2:02.93 |
| 2017 | Gun Runner         | 4     | Florent Geroux      | Steve Asmussen        | 2:01.29 |
| 2016 | Arrogate           | 3     | Mike E. Smith       | Bob Baffert           | 2:00.11 |
| 2015 | American Pharoah   | 3     | Victor Espinoza     | Bob Baffert           | 2:00.07 |
| 2014 | Bayern             | 3     | Martin Garcia       | Bob Baffert           | 1:59.88 |
| 2013 | Mucho Macho Man    | 5     | Gary Stevens        | Katherine Ritvo       | 2:00.72 |
| 2012 | Fort Larned        | 4     | Brian Hernandez Jr. | Ian Wilkes            | 2:00.11 |
| 2011 | Drosselmeyer       | 4     | Mike E. Smith       | William I. Mott       | 2:04.27 |
| 2010 | Blame              | 4     | Garrett Gomez       | Albert Stall Jr.      | 2:02.28 |
| 2009 | Zenyatta†          | 5     | Mike E. Smith       | John Shirreffs        | 2:00.32 |
| 2008 | Raven's Pass       | 3     | Frankie Dettori     | John Gosden           | 1:59.27 |
| 2007 | Curlin             | 3     | Robby Albarado      | Steve Asmussen        | 2:00.59 |
| 2006 | Invasor            | 4     | Fernando Jara       | Kiaran McLaughlin     | 2:02.18 |
| 2005 | Saint Liam         | 5     | Jerry Bailey        | Richard Dutrow Jr.    | 2:01.49 |
| 2004 | Ghostzapper        | 4     | Javier Castellano   | Robert J. Frankel     | 1:59.02 |
| 2003 | Pleasantly Perfect | 5     | Alex Solis          | Richard Mandella      | 1:59.88 |
| 2002 | Volponi            | 4     | José A. Santos      | Philip G. Johnson     | 2:01.39 |
| 2001 | Tiznow             | 4     | Chris McCarron      | Jay M. Robbins        | 2:00.62 |
| 2000 | Tiznow             | 3     | Chris McCarron      | Jay M. Robbins        | 2:00.75 |
| 1999 | Cat Thief          | 3     | Pat Day             | D. Wayne Lukas        | 1:59.52 |
| 1998 | Awesome Again      | 4     | Pat Day             | Patrick B. Byrne      | 2:02.16 |
| 1997 | Skip Away          | 4     | Mike E. Smith       | Sonny Hine            | 1:59.16 |
| 1996 | Alphabet Soup      | 5     | Chris McCarron      | David Hofmans         | 2:01.00 |
| 1995 | Cigar              | 5     | Jerry Bailey        | William I. Mott       | 1:59.58 |
| 1994 | Concern            | 3     | Jerry Bailey        | Richard W. Small      | 2:02.41 |
| 1993 | Arcangues          | 5     | Jerry Bailey        | André Fabre           | 2:00.83 |
| 1992 | A.P. Indy          | 3     | Ed Delahoussaye     | Neil Drysdale         | 2:00.20 |
| 1991 | Black Tie Affair   | 5     | Jerry Bailey        | Ernie T. Poulos       | 2:02.95 |
| 1990 | Unbridled          | 3     | Pat Day             | Carl Nafzger          | 2:02.20 |
| 1989 | Sunday Silence     | 3     | Chris McCarron      | Charlie Whittingham   | 2:00.20 |
| 1988 | Alysheba           | 4     | Chris McCarron      | Jack Van Berg         | 2:04.80 |
| 1987 | Ferdinand          | 4     | Bill Shoemaker      | Charlie Whittingham   | 2:01.40 |
| 1986 | Skywalker          | 4     | Laffit Pincay Jr.   | Michael Whittingham   | 2:00.40 |
| 1985 | Proud Truth        | 3     | Jorge Velásquez     | John M. Veitch        | 2:00.80 |
| 1984 | Wild Again         | 4     | Pat Day             | Vincent Timphony      | 2:03.40 |